# Ärkediakon
Ärkediakon (latin: archidiaconus, "den förnämste diakonen"), även svenska (historiskt): ärkedjäkne, innehade det främsta kanonikatet såsom den förste vid katedralkyrka anställde dekanen, alltså den, som var chef för dekanerna och övervakade dem med disciplinär makt. Han blev därför jämfört med biskopen en betydande ämbetsman, som ursprungligen framför allt skötte de yttre anordningarna för gudstjänsten, förestod fattigvården och åtog sig därigenom en del av biskopens förvaltnings- och regeringsmakt. Ämbetet uppstod på 300-talet och under 1100- och 1200-talen blev det fullt utvecklat och omfattade då även befogenhet att döma och utöva straffmakt genom exkommunikation, interdikt och suspension. Under den senare medeltiden avtog alltmer ämbetet i betydelse och var vid början på 1900-talet obetydligt. 
I Sverige tillkom ärkedjäkne senare än domprosten och fick långt mindre betydelse än denne. Vid samtliga svenska domkapitel fanns arkidiakonat, men deras förvaltning och omfång är föga kända. Efter reformationen upphörde ärkedjäkneämbetet, men dekanens överlevde.
I anglikanska kyrkor, inklusive Engelska kyrkan, överlevde titeln ärkediakon (engelska: archdeacon) och utgör en nivå mellan dekan och biskop. Medan präster omnämns som Reverend säger man i stället The Venerable om anglikanska ärkediakoner, vilket kan översättas ungefärligt med ärevördig eller högärevördig.